# Чжао Шаокан
Чжао Шаокан (кит. трад. 趙少康, упр. 赵少康, пиньинь Zhāo Shāokàng) — политический деятель Китайской Республики (Тайваня). Председатель партии Китайская Новая партия (КНП) с 1993 до 1994 год.

## Первый раз вГоминьдане
Чжао Шаокан был избран членом городского совета Тайбэя в 1981 году. Впервые был избран в округе вторым по количеству голосов после Чэнь Шуй-бяня. В 1985 году Чэнь Шуй-бянь ушёл в отставку и переехал в округ Тайнань. Мэром был переизбран с наибольшим количеством голосов в округе. Позже переехал в округ Тайбэй в 1987 году и вступил в Законодательный юань. Он был политической звездой молодой и сильной фракции китайского Гоминьдана. Его называли «политическим золотым мальчиком».
В начале 1988 года тогдашний законодатель Чжао Шаокан и другие начали предлагать принять форму законодательства для отношений между двумя сторонами пролива, чтобы регулировать их обмены, и быстро предложили свой собственный проект.
В феврале 1989 года Министерство юстиции обнародовало первое «Временное положение о взаимоотношениях между народами региона Тайвань и материковым регионом», которое было принято Законодательным юанем в третьем чтении в июле 1992 года и стало «Положением о взаимоотношениях между народами Тайваньского и материкового регионов».
В 1989 году Чжао Шаокан, Ван Цзяньсюань, Юй Мумин, Ли Шэнфэн и другие учредили внутрипартийную фракцию Гоминьдана «Новая связь Гоминьдана», требуя демократизации, выступая в «Движении за партийную реформу» и став мощной силой.
В июне 1991 года Чжао Шаокан вступил в кабинет министров деревни Хао Бай и стал директором Департамента защиты окружающей среды Исполнительного Юаня.
Джо стал соучредителем Новой партии. Но ушёл из политики после поражения в выборах за пост мэра Тайбэя тогдашнему кандидату от Демократической прогрессивной партии Чэнь Шуйбяню (陳水扁) в 1994 году.

## ВНовой партии (Синьдан)
27 июля 1993 года, Чжао Шаокан привёл «новую гоминьдановскую связь» к отделению от китайского Гоминьдана и созданию Китайской новой партии. Чжао Шаокан стал первым председателем.
На выборах мэра Тайбэя в 1994 году Чжао Шаокан баллотировался на пост мэра от Новой партии. Его противниками были мэр Гоминьдана Хуан Дачжоу, добивавшийся переизбрания, и Чэнь Шуйбянь, известный депутат Демократической прогрессивной партии.
Чжао Шаокан привёл Новую партию к получению 11 мест в шести округах муниципального совета Тайбэя, что составляет почти четверть от общего числа и стал ключевой силой в парламенте.

## Второй раз вГоминьдане
2 февраля 2021 года, Чжао Шаокан возвращается в китайский Гоминьдан.
Чжао Шаокан также заявил, что не исключает участия в выборах председателя партии в 2021 году и стремится представлять китайский Гоминьдан на президентских выборах 2024 года в Китайской Республике.
17 февраля 2021 года, китайский Гоминьдан предложил набрать ещё шесть членов центрального комитета, включая Чжао, чтобы они могли получить одно из условий для председателя партии.
24 марта 2021 года, поскольку Чжао сказал, что не примет это назначение, Гоминьдан больше не планировал нанимать его в ЦК.
28 апреля 2021 года, Чжао объявил, что не будет участвовать в выборах председателя Гоминьдана в 2021 году.